# Glenea fasciata

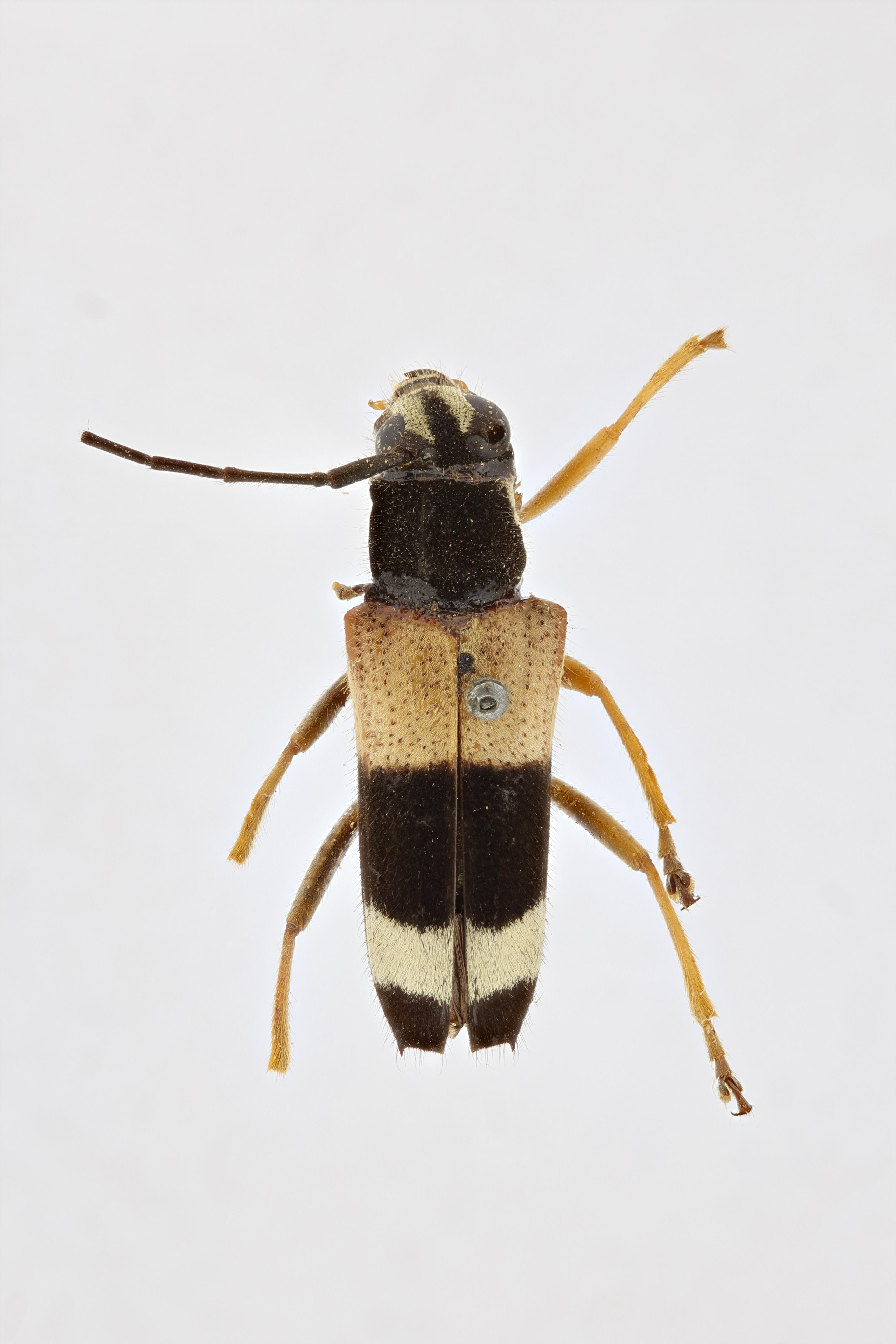

Glenea fasciata é uma espécie de escaravelho da família Cerambycidae. Foi descrito por Johan Christian Fabricius em 1781.  Tem uma distribuição larga em África.  Alimenta-se em Coffea canephora e Theobroma cacau.  Contém as variedades Glenea fasciata var. calabarica.